# Simon (Adliger, vor 1116)

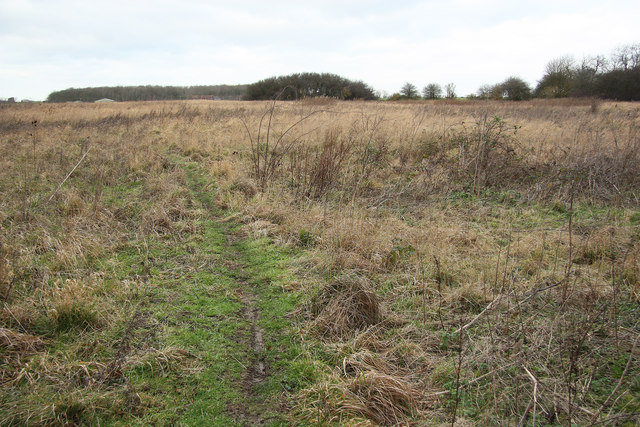
Stelle der von Simon gegründeten Bullington Priory. Von dem Kloster sind keine sichtbaren Reste mehr erhalten.

Simon († um 1162) war ein englischer Adliger. Er begründete die Stellung der Familie Kyme.
Simon war ein Sohn und der Erbe von William († um 1116), eines Ritters mit Besitzungen in Lincolnshire. Vermutlich vor 1120 hatte er Agnes geheiratet, die vermutlich die Tochter und Erbin von Baldric de Lindissi (Lindsey) war. Durch die Heirat erwarb Simon die Besitzungen seines Schwiegervaters in Lincolnshire, die dieser als Vasall der Earls of Chester besaß. Damit wurde er zwar zu einem nur kleinen Kronvasall, doch als Vasall der Earls of Chester hielt er etwa fünfzehn Knight’s fee in Lincolnshire. Als Vasall von zehn weiteren Baronen hielt er über vierzehn weitere Knight’s fee in Lincolnshire und in vier weiteren Grafschaften. Damit war Simon zu einem der mächtigsten Adligen in Lincolnshire aufgestiegen und war reicher und einflussreicher als manch andere Kronvasallen. Indem er seine Kinder mit Angehörigen anderer einflussreicher Familien verheiratete, steigerte er seinen Einfluss. In den 1140er und 1150er Jahren gehörte er zu den wichtigsten Gefolgsleuten von Earl Ranulph of Chester. Vermutlich durch Vermittlung von Earl Ranulph durfte er seinen ältesten Sohn Philip mit der reichen Erbin Hawise of Kyme verheiraten. Während der Minderjährigkeit von Earl Hugh of Chester verwaltete er ab 1158 das Earldom of Chester, dazu ab 1160 Doncaster. Wohl unter ihm oder unter seinem Sohn Philip begann der Bau einer Burg bei Bullington. Um 1155 stiftete er das Gilbertinerpriorat Bullington, dazu machte er Stiftungen zugunsten von weiteren Klöstern in Lincolnshire. 
Wohl nach dem Tod seiner ersten Frau Agnes hatte er in zweiter Ehe Sibyl geheiratet. Er hatte mehrere Kinder, darunter:
- Philip († zwischen 1192 und 1194) ⚭ Hawise of Kyme
- Agnes ⚭ Herbert, Sohn von Alard, Lord of Orby, Constable of Gant
- Simon ⚭ Isobel, Tochter von Thomas of Cuckney

Sein Erbe wurde sein Sohn Philip.